# 캐서린 윌케닝
캐서린 윌케닝(Catherine Wilkening, 1963년 7월 16일~)은 프랑스의 영화배우이다.
디종에서 태어났다.

## 영화
- 남자의 마음 3 (2013년)
- 데이즈 오브 디자이어 (2010년)
- 하트 오브 맨 2 (2007년)
- 남자들의 마음 (2003, Le Cœur des hommes)
- 몽환실험 (2003년)
- 사일러스 마너 (1996년)
- 사진 속의 암호 (1993년)
- 위기 (1992년)
- 몬트리올 예수 (1989년)
- 애증의 관계 (1988년)
- 밀실의 갈증 (1987년)
- 아모레 미오 (1987년) - 캐서린 역